# Solca
Solca is een stad (oraș) in het Roemeense district Suceava. De stad telt 2644 inwoners (2007).